# 蹴上駅 (京阪)
蹴上駅（けあげえき）は、かつて京都府京都市東山区蹴上にあった京阪電気鉄道京津線の停留場。1997年（平成9年）の京都市営地下鉄東西線開業に伴い京津線京津三条 - 御陵間と共に廃止された。

## 歴史
- 1912年（大正元年）8月15日：京津電気軌道開業時に設置。
- 1932年（昭和7年）2月8日：移設。
- 1945年（昭和20年）
  - 5月15日：戦争の激化により、営業休止。
  - 10月2日：営業を再開。
- 1997年（平成9年）10月12日：京津線京津三条 - 御陵間廃線に伴い廃止。

## 停留場構造
三条通上の併用軌道に設けられた停留場で、安全地帯形式の相対式ホーム2面2線を有していた。乗降用ステップを装備した車両しか客扱いができないため普通列車のみ停車し、急行（1981年廃止）・準急は通過していた。

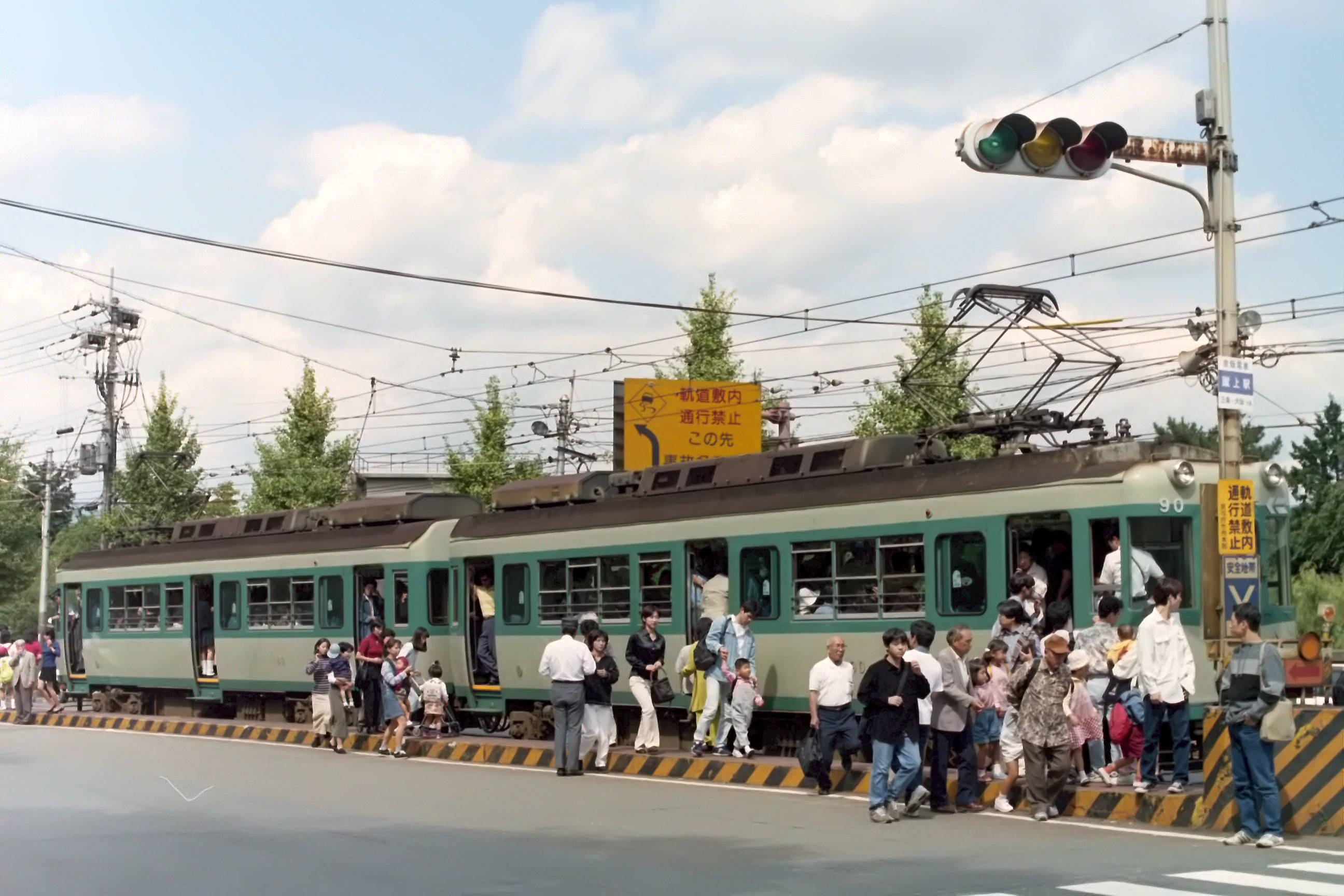
停車中の京阪80形（1997年、蹴上交差点から）

## その他
- 第二次世界大戦中までは、少し離れた仁王門通上に京都市電蹴上線（1965年7月廃止）の蹴上停留場があった。
- 付近の道路には桜並木が植えられており、京津線では有名な撮影スポットであった。
- 当停留場は1981年に放送された「日清のお茶漬ラーメン」のCMに登場する。同CM内で当駅を発車する京阪80形とその列車から降りたサラリーマンの後ろ姿が映る。

## 隣の停留場
京阪電気鉄道
京津線
東山三条駅 - *平安神宮前駅 - *岡崎道駅 - 蹴上駅 - 九条山駅
*打消線は廃線以前に廃止された駅。